# Stazione di Fukagawa
La stazione di Fukagawa (深川駅?, Fukagawa-eki) è una stazione della città di Fukagawa situata sulla linea principale Hakodate e capolinea della linea principale Rumoi, gestita da JR Hokkaido. Fino al 1995 la stazione è stata capolinea della soppressa linea Shinmei che collegava Fukagawa con la città di Nayoro.

## Struttura
La stazione è dotata di tre banchine che servono 5 binari.
| 1 | ■ Linea principale Hakodate | per Takikawa, Iwamizawa, Sapporo e Otaru (Locali) |
| 3 | ■ Linea principale Hakodate | per Asahikawa, Abashiri e Wakkanai (locali)       |
| 4 | ■ Linea principale Hakodate | per Asahikawa                                     |
| 4 | ■ Linea principale Rumoi    | per Rumoi e Mashike                               |
| 6 | ■ Linea principale Rumoi    | per Rumoi e Mashike                               |

## Stazioni adiacenti
| «                         | Servizio                                                                                         | »                         |
| Linea principale Hakodate | Linea principale Hakodate                                                                        | Linea principale Hakodate |
| ------------------------- | ------------------------------------------------------------------------------------------------ | ------------------------- |
| Moseushi                  | Locali                                                                                           | Osamunai                  |
| Takikawa                  | Exp. Limitato Super Kamui Exp. Limitato Super Sōya Exp. Limitato Okhotsk Exp. Limitato Sarobetsu | Asahikawa                 |
| Linea principale Rumoi    |                                                                                                  |                           |
| Capolinea                 | Locali                                                                                           | Kita-Ichiyan              |